# Marco Moscoso
Marco Antonio Moscoso Pérez (n. San Miguel, Chile, 14 de septiembre de 1985) es un exfutbolista chileno que jugaba de Delantero y actualmente es entrenador.

## Clubes

### Como jugador
| Club                | País  | Año       |
| ------------------- | ----- | --------- |
| Hosanna             | Chile | 2005-2006 |
| Santiago Morning    | Chile | 2007-2008 |
| San Marcos de Arica | Chile | 2008      |
| Santiago Morning    | Chile | 2009      |
| Naval               | Chile | 2010-2011 |
| Lota Schwager       | Chile | 2012      |
| Deportes Melipilla  | Chile | 2013-2014 |
| Naval               | Chile | 2015-2016 |
| Deportes Melipilla  | Chile | 2016-2017 |

### Como entrenador
| Club                    | País  | Año  |
| ----------------------- | ----- | ---- |
| Escuela de Fútbol Macul | Chile | 2018 |